# 台灣夜市

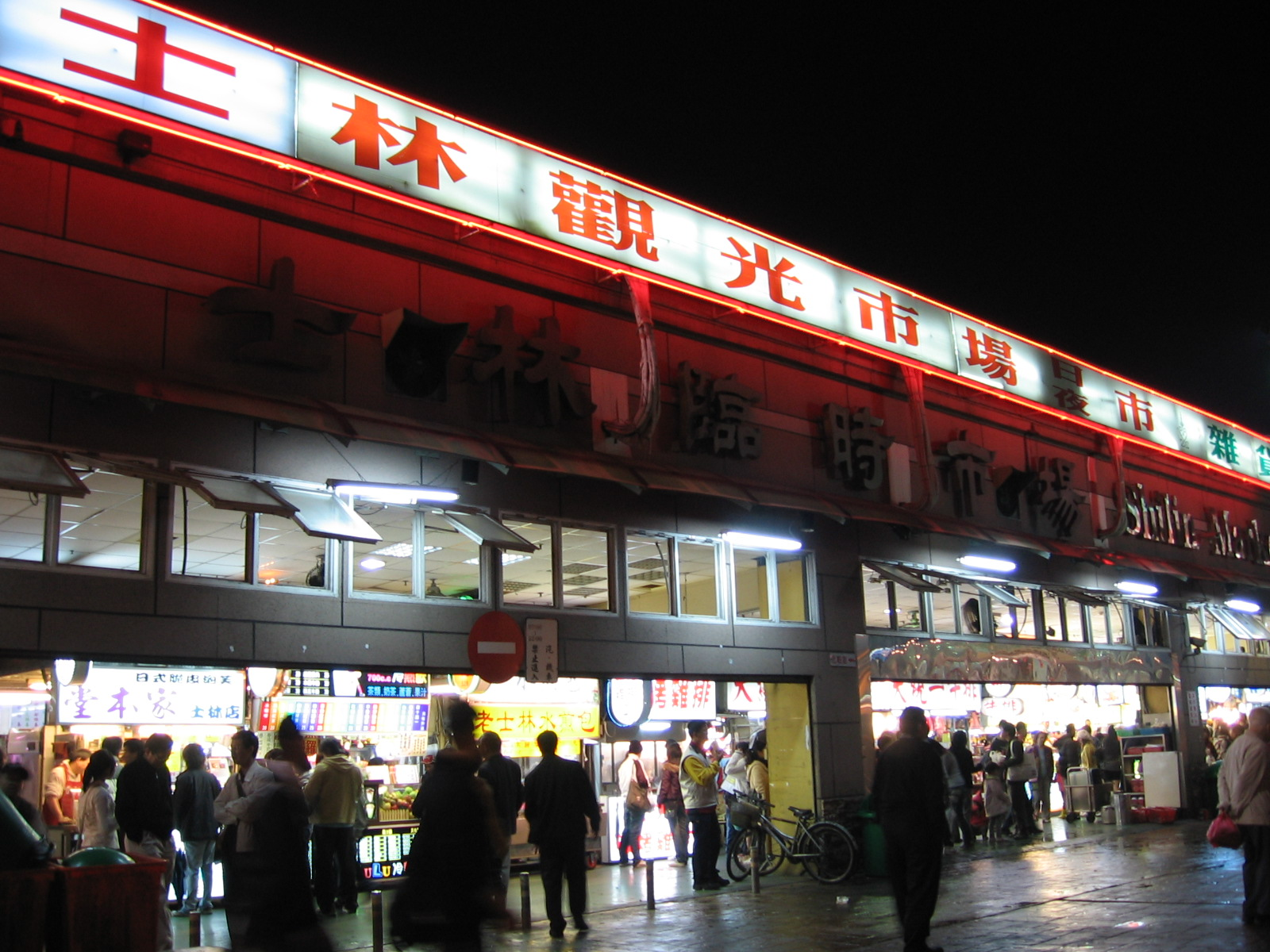
揚名國際的臺北士林夜市

台灣夜市以當中的台灣小吃聞名，通常在路邊設有小桌子小凳子就地坐下享用，或是打包帶走。小吃的潮流快速的更新，但有些極富特色受大歡迎的小吃，例如蚵仔煎、香雞排、烤香腸、烤玉米、米血糕、珍珠奶茶、地瓜球、沙威瑪、臭豆腐隨處可見。有些城市，或是某個夜市因為某種小吃而出名，例如台南的擔仔麵和棺材板。目前大約有300多間夜市分佈在全台各縣市。
根據交通部觀光局於2010年進行的網路票選，臺灣前五名夜市分別為高雄六合夜市、臺北士林夜市、宜蘭羅東夜市、臺南花園夜市、臺中逢甲夜市。
「2017台北夜市打牙祭」推出由民眾透過網路票選的夜市十大美食活動，前三名分別為臭豆腐、蚵仔煎、雞排。

## 歷史
夜市在臺灣，有超過100年的歷史。通常是因為當地的交通方便，或是有遼闊場地以及多人群聚集而加以形成。據《臺灣日日新報》資料，1908年，有人在鳳山廳旗津天后宮廟前空地設夜市，營業時間為18時至24時。
此外，日治時期的納涼會活動也影響了後續臺灣夜市的發展。

## 四大形態
臺灣夜市主要分為四種形態：
- 觀光夜市：由政府相關單位輔導原本街邊夜市為整齊、規劃良好的觀光區，並結合當地特色俾使成為觀光休閒的夜市。
- 街邊型夜市：又稱商圈型夜市，多為既有商業區延長營業至深夜，商家多有自家或承租店面，亦會吸引攤販會在路邊開張營業，都會區的夜市常屬於商圈夜市。
- 商場型夜市：集中於大型建築物內的夜市。
- 流動型夜市：多為在市區空地或市郊營業，平時可能作為停車場，只在特定日期（例如每週三、五）營業；商家全為攤販形態，傍晚時到達場地，午夜過後全部撤除。流動夜市的移動特性，使得夜市可以巡迴深入各鄉鎮。對於大都會如台北台中高屏地區而言，流動夜市過去稱作商展，表商業產品的展示[5][6]。現在的人習慣稱夜市，商展這一名詞才漸漸被夜市取代。

## 貨品選擇

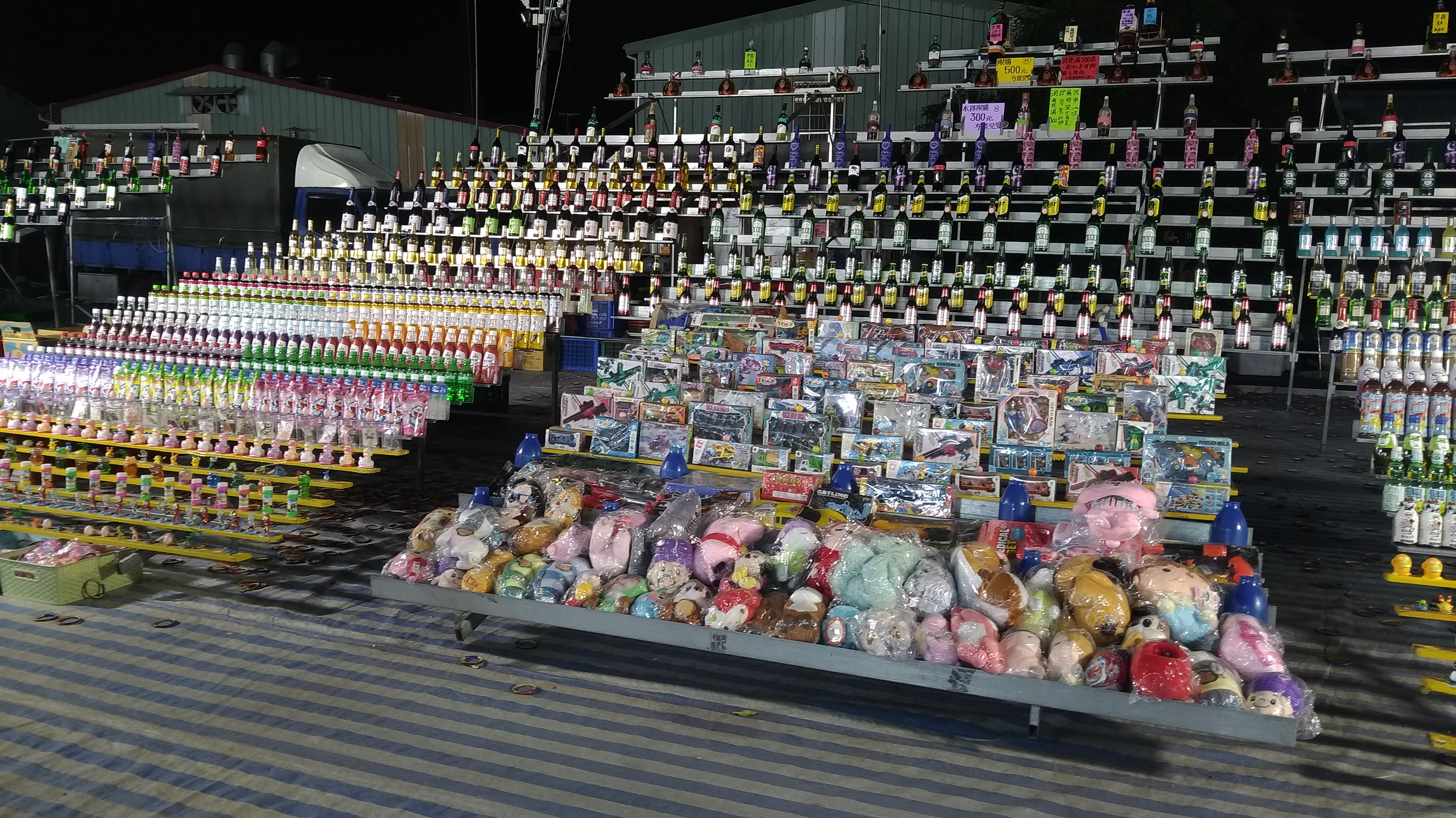
台中旱溪觀光夜市的套圈圈攤位，攝於2023年11月。

夜市不但供應小吃也提供各式各樣的珍奇貨品，例如衣服、書包、鞋子、工藝品、鐵器，還有一些小遊戲，顧客只要投入硬幣就能玩上一段時間。
- 雜貨：販賣五金、雜貨、日常用品等。
- 美食：販賣飲食料理，以及許多地方小吃。
- 遊戲：經營一些簡單遊戲，例如打電動玩具、打牌、打彈珠、射飛鏢、射箭、撈金魚、套圈圈、玩具搶擊、夜市麻將賓果等，近代更出現夾娃娃機等，而其中射箭遊戲防護普遍沒做好，有安全上的疑慮[7]。
- 休閒：尤其夏天夜市人潮較多。情侶約會吃喝玩樂都有的地方形成一種另類文化場所，常有藝人演出造勢，文化表演等等。

## 外部連結
- Taiwan Night Markets in Google Maps
- 夜市之旅 （页面存档备份，存于） - 交通部觀光局
- 臺北市夜市導覽手冊2015
- 臺北市夜市導覽手冊2017 （页面存档备份，存于）